# Cam Lund
Cameron "Cam" Lund, född 7 juni 2004, är en amerikansk professionell ishockeyforward som spelar för San Jose Sharks i National Hockey League (NHL).
Han har tidigare spelat för Northeastern Huskies i National Collegiate Athletic Association (NCAA) och Green Bay Gamblers i United States Hockey League (USHL).
Lund  draftades av San Jose Sharks i andra rundan i 2022 års draft som 34:e spelare totalt.

## Statistik
| 2019–2020   | Cushing Academy        |             | 34  | 6  | 26 | 32 | 18 | — | — | — | — | — |
|             | Eastern Mass Senators  |             | 7   | 3  | 2  | 5  | 4  | — | — | — | — | — |
| 2020–2021   | Cushing Academy        |             | 3   | 0  | 0  | 0  | —  | — | — | — | — | — |
|             | Boston Jr. Bruins      | NCDC        | 40  | 17 | 17 | 34 | 30 | 6 | 3 | 1 | 4 | 0 |
|             | Green Bay Gamblers     | USHL        | 2   | 1  | 0  | 1  | 2  | — | — | — | — | — |
| 2021–2022   | Green Bay Gamblers     | USHL        | 62  | 25 | 25 | 50 | 49 | — | — | — | — | — |
|             | U.S. National U18 Team |             | 1   | 0  | 1  | 1  | 0  | — | — | — | — | — |
| 2022–2023   | Northeastern Huskies   | NCAA        | 35  | 7  | 16 | 23 | 16 | — | — | — | — | — |
| 2023–2024   | Northeastern Huskies   | NCAA        | 35  | 11 | 19 | 30 | 22 | — | — | — | — | — |
| 2024–2025   | San Jose Sharks        | NHL         | 1   | 0  | 0  | 0  | 0  | — | — | — | — | — |
|             | Northeastern Huskies   | NCAA        | 37  | 18 | 22 | 40 | 14 | — | — | — | — | — |
| NHL totalt  | NHL totalt             | NHL totalt  | 1   | 0  | 0  | 0  | 0  | — | — | — | — | — |
| NCAA totalt | NCAA totalt            | NCAA totalt | 107 | 36 | 57 | 93 | 52 | — | — | — | — | — |
| USHL totalt | USHL totalt            | USHL totalt | 64  | 26 | 25 | 51 | 51 | — | — | — | — | — |

### Internationellt
| Källa: Uppdaterad: 2025-03-28 | Källa: Uppdaterad: 2025-03-28 | Källa: Uppdaterad: 2025-03-28 |         | Utv = Utvisningsminuter | Utv = Utvisningsminuter | Utv = Utvisningsminuter | Utv = Utvisningsminuter | Utv = Utvisningsminuter |
| År                            | Lag                           | Mästerskap                    | Matcher | Mål                     | Assists                 | Poäng                   | Utv                     |                         |
| ----------------------------- | ----------------------------- | ----------------------------- | ------- | ----------------------- | ----------------------- | ----------------------- | ----------------------- | ----------------------- |
| 2021                          | USA                           | Hlinka Gretzky                | 4       | 4                       | 1                       | 5                       | 2                       |                         |
| Junior totalt                 | Junior totalt                 | Junior totalt                 | 4       | 4                       | 1                       | 5                       | 2                       |                         |